# Chomiec (rodzaj ssaków)
Chomiec (Allocricetulus) – rodzaj ssaków z podrodziny chomików (Cricetinae) w obrębie rodziny chomikowatych (Cricetidae).

## Rozmieszczenie geograficzne
Rodzaj obejmuje gatunki występujące w Rosji, Kazachstanie, Mongolii i Chińskiej Republice Ludowej.

## Morfologia
Długość ciała (bez ogona) 100–136 mm, długość ogona 16–31 mm, długość ucha 13–25 mm, długość tylnej stopy 14–20 mm; masa ciała 30–68 g.

## Systematyka
Rodzaj zdefiniował w 1932 roku rosyjski teriolog i entomolog Anatolij Argiropuło w artykule poświęconym rodzajom i gatunkom chomików z Palearktyki, opublikowanym w czasopiśmie Трудьі Зooлoгичеcкoгo Инcтитута Акaдeмии Нaук CCCP. Gatunkiem typowym jest chomiec kazachski (A. eversmanni).

### Etymologia
Allocricetulus: gr. αλλος allos ‘inny, nowy’; rodzaj Cricetulus Milne-Edwards, 1867 (chomiczak).

### Podział systematyczny
Do rodzaju należą następujące gatunki:
| Grafika | Gatunek                   | Autor i rok opisu  | Nazwa zwyczajowa  | Podgatunki         | Rozmieszczenie geograficzne | Podstawowe wymiary                        | Status IUCN |
| ------- | ------------------------- | ------------------ | ----------------- | ------------------ | --- | ----------------------------------------- | ----------- |
|         | Allocricetulus curtatus   | (G.M. Allen, 1925) | chomiec mongolski | gatunek monotypowy | Rosja (południowa Tuwa), Mongolia i północna Chińska Republika Ludowa (północno-wschodni Sinciang, Mongolia Wewnętrzna, Gansu i Ningxia)   | DC: 10–13 cm DO: 1,6–2,6 cm MC: 30–65 g   | LC          |
|         | Allocricetulus eversmanni | (Brandt, 1859)     | chomiec kazachski | gatunek monotypowy | Rosja (na wschód od rzeki Wołga do obwodu omskiego), północny Kazachstan i północno-zachodnia Chińska Republika Ludowa (północny Sinciang) | DC: 10,3–13,6 cm DO: 2–3,1 cm MC: 32–68 g | LC          |

Kategorie IUCN:  LC  – gatunek najmniejszej troski.